# Handia (Madhya Pradesh)

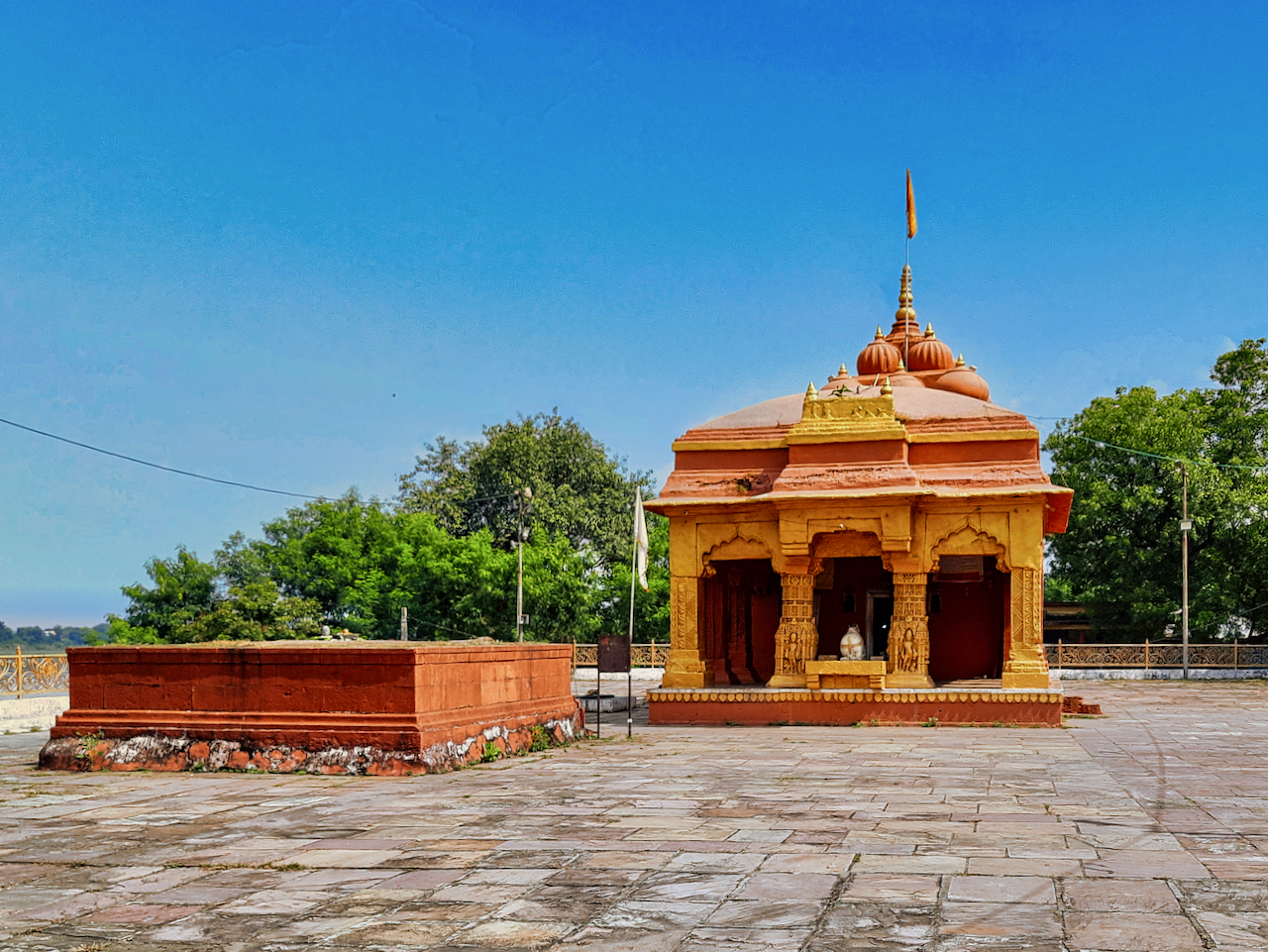
Temple del segle XII erigit en honor al Déu Xiva.

Handia és un poble de Madhya Pradesh districte d'Hoshangabad. El seu monument principal són les restes d'un antic fort construït per Hoshang Shah Ghuri de Malwa. Està situada a la riba sud del Narbada.
Antigua ciutat d'origen musulmà, fou capital d'un sirkar sota Akbar el Gran i va arribar a un bon nivell de desenvolupament i prosperitat. Després de 1700 amb la construcció d'una ruta alternativa des d'Agra al Dècan, que ja no passava per la ciutat, aquesta va entrar en forta decadència. Fou domini maratha des del segle xviii el 1844 quan Sindhia la va cedir als britànics encara que la transferència efectiva es va produir el 1860. Fou després part del districte d'Hoshangabad de les Províncies Centrals.